# LKS Stal Mielec
LKS Stal Mielec – mielecki klub lekkoatletyczny. W 1952 utworzono lekkoatletyczną sekcję klubu Stal Mielec, po jego upadku w 1997 sekcja przekształciła się w samodzielny klub lekkoatletyczny.

## Historia
Sekcja lekkoatletyczna została utworzona w 1952. W lecie tego roku zawodnicy wystartowali w mistrzostwach okręgu rzeszowskiego odbywających się w Przemyślu, gdzie zdobyli kilka czołowych lokat, m.in. I miejsca Antoniego Wiącka w biegu na 10 km i Zofii Wójcik w rzucie granatem oraz II miejsca Józefa Klicha i Józefa Lenkowskiego. W 1954 zwyciężono drużynowo w mistrzostwach okręgu. W 1957 zespół awansował do II ligi, a do reprezentacji Polski powołano J. Jakubowskiego jako pierwszego lekkoatletę z Mielca. W latach 1958–1961 drugoligowa drużyna dominowała w województwie rzeszowskim. W roku 1959 mielczanie ustanowili rekord Polski w sztafecie olimpijskiej.
Na początku lat 60. nastąpiła zmiana pokoleniowa zawodników, a także remontowano urządzenia lekkoatletyczne, co zachwiało sekcją przez co w 1962 spadła na rok z II ligi. Do końca lat 60. drużyna walczyła z sukcesami w II lidze, jednak na początku lat 70. spadła z II ligi. Po reformie rozgrywek w 1972 Stal awansowała do I ligi, gdzie startowała do 1976, a po kolejnej reformie w II lidze. Na przełomie lat 70. i 80. nastąpiła kolejna zmiana pokoleniowa, do innych klubów odeszła spora grupa zawodników z klasą I, niektórzy zakończyli karierę. Pozostali w 1983 wywalczyli awans do II ligi, a w 1986 do I ligi. Spośród około 200 zawodników 70 otrzymało klasy sportowe, w tym 10 klasę I. W 1988 Mirosław Hydel zdobył pierwszy w historii klubu złoty medal Mistrzostw Polski seniorów, a Stal zajęła 22. miejsce w Polsce. W 1989 nastąpiła w Polsce transformacja ustrojowa i WSK, właściciel klubu, zaczęło podupadać, jednak zespół nadal osiągał sukcesy. W 1994 powrócił do II ligi i awansował do I ligi. W 1996 z powodu niepełnego składu i złej sytuacji finansowej seniorzy nie wystartowali w I lidze i zostali zdegradowani do II ligi.
12 czerwca 1997 zadecydowano o rozwiązaniu klubu Stal Mielec. Równocześnie do życia powołano nowy, jednosekcyjny Lekkoatletyczny Klub Sportowy, który przejął tradycje i zasoby sekcji lekkoatletycznej i działa z sukcesami do dziś. Spośród zawodników startujących obecnie najbardziej utytułowanym jest kulomiot Jakub Giża.

## Stadion

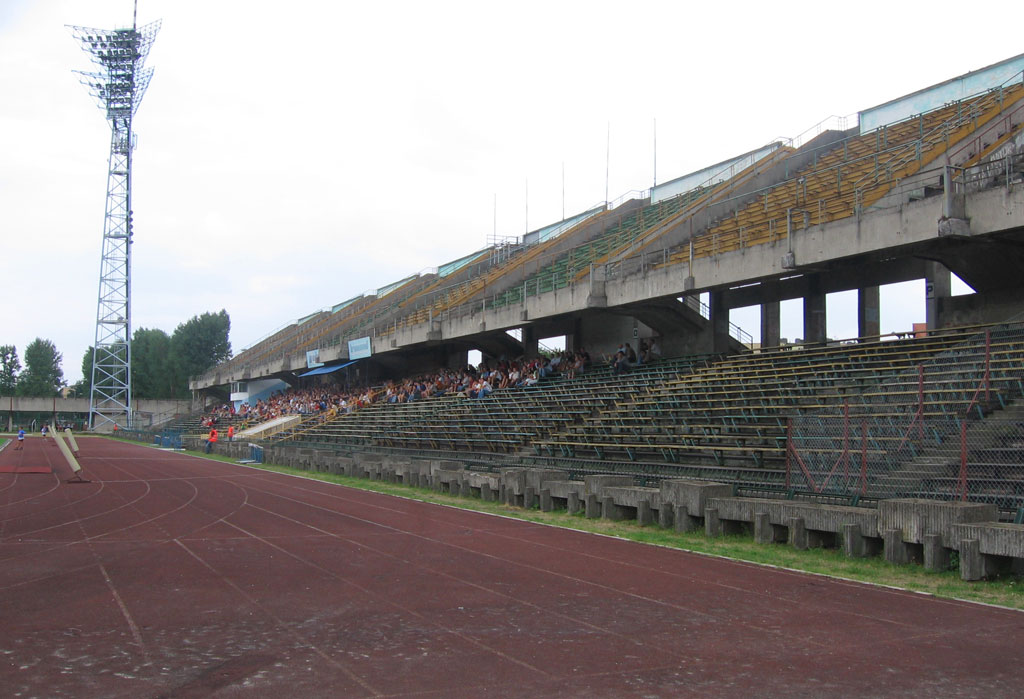
Bieżnia i trybuna od strony ul. Kusocińskiego

Lekkoatleci trenują na Stadionie Stali Mielec przy ul. Solskiego 1.

## Osiągnięcia

### Jako samodzielny klub
| Medale Mistrzostw Polski seniorów | Medale Mistrzostw Polski seniorów | Medale Mistrzostw Polski seniorów | Medale Mistrzostw Polski seniorów |
| Medal                             | MP                                | HMP                               | Razem                             |
| --------------------------------- | --------------------------------- | --------------------------------- | --------------------------------- |
| złoto                             | 0                                 | 1                                 | 1                                 |
| srebro                            | 3                                 | 2                                 | 5                                 |
| brąz                              | 3                                 | 2                                 | 5                                 |
| Suma                              | 6                                 | 5                                 | 11                                |

| Zawodnik          | Konkurencja    | MP                       | HMP                      | MMP  | AMP            | MME  |
| ----------------- | -------------- | ------------------------ | ------------------------ | ---- | -------------- | ---- |
| Katarzyna Czubska | bieg na 1500 m |                          | 2003                     |      |                |      |
| Jakub Giża        | pchnięcie kulą | 2006 2007 2008 2010 2011 | 2006 2007 2008 2009 2012 | 2004 | 2005 2006 2007 | 2007 |
| Katarzyna Zioło   | skok w dal     | 2005                     |                          |      |                |      |

### Jako sekcja
| Medale Mistrzostw Polski seniorów | Medale Mistrzostw Polski seniorów | Medale Mistrzostw Polski seniorów | Medale Mistrzostw Polski seniorów |
|                                   | MP                                | HMP                               | Razem                             |
| --------------------------------- | --------------------------------- | --------------------------------- | --------------------------------- |
| złoto                             | 9                                 | 1                                 | 10                                |
| srebro                            | 12                                | 3                                 | 15                                |
| brąz                              | 11                                | 6                                 | 17                                |
| Suma                              | 32                                | 10                                | 42                                |

| Zawodnik           | konkurencja                                    | Medale Mistrzostw Polski                       | Medale Halowych Mistrzostw Polski |
| ------------------ | ---------------------------------------------- | ---------------------------------------------- | --------------------------------- |
| Lidia Zajdel       | bieg na 200 m                                  | 1956                                           |                                   |
| Jacek Jakubowski   | bieg na 800 m                                  | 1958                                           |                                   |
| Witold Baran       | bieg na 1500 m                                 | 1959                                           |                                   |
| Zyta Mojek         | rzut dyskiem                                   | 1960, 1961, 1962, 1963, 1964, 1965, 1966, 1967 |                                   |
| Stefania Cybulko   | bieg na 400 m                                  | 1963                                           |                                   |
| Zofia Solarska     | rzut oszczepem                                 | 1969, 1970                                     |                                   |
| Marian Snoch       | maraton                                        | 1970                                           |                                   |
| Jerzy Królikowski  | bieg na 800 m                                  |                                                | 1977                              |
| Helena Sabaj       | bieg na 1500 m, bieg na 3000 m, bieg na 5000 m | 1985, 1985                                     | 1984, 1986                        |
| Mirosław Hydel     | skok w dal                                     | 1987, 1988, 1989                               | 1986, 1987, 1988                  |
| Ryszard Jakubowski | rzut młotem                                    | 1987, 1990                                     |                                   |
| Lech Kowalski      | rzut młotem                                    | 1988, 1989, 1990, 1991, 1992, 1993, 1994, 1995 |                                   |
| Anna Żaczek        | rzut dyskiem                                   | 1989, 1990                                     |                                   |
| Wojciech Bielewicz | trójskok                                       |                                                | 1989                              |
| Krzysztof Ćwikła   | bieg na 1500 m                                 |                                                | 1990, 1991, 1992                  |

## Mieleccy reprezentanci Polski seniorów
- Barbara Baran
- Witold Baran
- Wojciech Bielewicz
- Stefania Cybulko
- Krzysztof Ćwikła
- Jakub Giża (m.in. HME 2007)
- Mirosław Hydel
- Jacek Jakubowski
- Jerzy Kołacz (reprezentant w zawodach głuchoniemych)
- Lech Kowalski
- Józef Marszałek
- Zyta Mojek
- Mieczysław Pikor
- Kazimiera Redlińska
- Marian Snoch
- Helena Sabaj
- Anna Żaczek